# Episodi di Heartland (quindicesima stagione)
La quindicesima stagione di Heartland è andata in onda sul canale canadese CBC dal 17 ottobre al 19 dicembre 2021. 
In Italia è inedita 
| nº | Titolo originale        | Titolo italiano | Prima TV Canada  | Prima TV Italia |
| -- | ----------------------- | --------------- | ---------------- | --------------- |
| 1  | Moving Toward the Light |                 | 17 ottobre 2021  |                 |
| 2  | Runaway                 |                 | 24 ottobre 2021  |                 |
| 3  | Bad Moon Rising         |                 | 31 ottobre 2021  |                 |
| 4  | Sins of a Father        |                 | 7 novembre 2021  |                 |
| 5  | Blood and Water         |                 | 14 novembre 2021 |                 |
| 6  | Happy Ever After        |                 | 21 novembre 2021 |                 |
| 7  | Bluebird                |                 | 28 novembre 2021 |                 |
| 8  | Brand New Day           |                 | 5 dicembre 2021  |                 |
| 9  | The Long Game           |                 | 12 dicembre 2021 |                 |
| 10 | Leaving a Legacy        |                 | 19 dicembre 2021 |                 |